# Kyohei Oyama
Kyohei Oyama (født 22. maj 1989) er en tidligere japansk fodboldspiller.
Han har spillet for flere forskellige klubber i sin karriere, herunder Avispa Fukuoka.